# Polavtomatsko orožje
Polavtomatsko orožje je orožje, ki se po vsakem strelu avtomatsko napolni, vendar lahko z enkratnim potegom na sprožilec izstreli le en naboj.
Polavtomatski način delovanja je danes prisoten pri večini modernih strelnih orožij (kot je npr. vojaško orožje), razen pri lovskih puškah in športnem orožju.
V primerjavi z avtomatskim orožjem polavtomatski ogenj omogoča tudi natančnejše streljanje, predvsem na večjih razdaljah. 